# People Watching (singolo)
People Watching è un singolo del musicista britannico Sam Fender, pubblicato il 15 novembre 2024 come primo estratto dal terzo album in studio del cantante, People Watching.

## Video musicale
Il video musicale è stato diretto da Stuart A. McIntyre e vede come protagonista l'attore Andrew Scott. Il video è stato diffuso il 29 gennaio 2025.

## Tracce
1. People Watching – 5:04